# Kanton Logroño
Der Kanton Logroño befindet sich in der Provinz Morona Santiago im Südosten von Ecuador. Er besitzt eine Fläche von 1171 km². Im Jahr 2020 lag die Einwohnerzahl schätzungsweise bei 7640. Verwaltungssitz des Kantons ist die Ortschaft Logroño mit 1482 Einwohnern (Stand 2010). Die Bevölkerung besteht aus 70 Prozent Shuar und aus 25 Prozent Mestizen. Letztere leben größtenteils im urbanen Bereich des Kantons.

## Lage
Der Kanton Logroño befindet sich südzentral in der Provinz Morona Santiago. Das Areal erstreckt sich hauptsächlich über die Cordillera de Kutukú, ein Höhenkamm am Ostrand der Anden. Der Río Chapiza bildet die östliche Kantonsgrenze. Der Río Upano durchquert den Westen des Kantons. Der Río Yaupi entwässert den Süden und Osten des Kantonsgebietes. Die Fernstraße E45 (Loja–Macas) führt entlang dem Río Upano und passiert dabei den am rechten Flussufer des Río Upano gelegenen Hauptort Logroño.
Der Kanton Logroño grenzt im Süden an den Kanton Tiwintza, im Westen an den Kanton Santiago, im Norden an den Kanton Sucúa sowie im Osten an den Kanton Morona.

## Verwaltungsgliederung
Der Kanton Logroño ist in die Parroquia urbana („städtisches Kirchspiel“)
- Logroño

und in die Parroquias rurales („ländliches Kirchspiel“)
- Shimpis
- Yaupi

gegliedert.

## Geschichte
Der Kanton Logroño wurde am 22. Januar 1997 eingerichtet.